# ふくぎや
株式会社ふくぎやは、沖縄県那覇市久茂地に本社を置くバウムクーヘンの製造･販売、サロンを経営する会社である。

## 会社概要

### 沿革
2011年6月11日創業

### 概要
バウムクーヘン専門店。
店名は沖縄県内に多く見られるフクギに由来する。
現在久茂地の国際通り店だけでなく、那覇空港内にも直営店舗を構える。
また2020年7月27日にはふくぎやがプロデュースした「FUKUGIYA CAFE」を北谷町美浜にオープン。バウムクーヘンだけでなく、サンドイッチなどの軽食や、ドリンク類も販売している。

## 商品
店名同様、バウムクーヘンの商品名にも沖縄の木の名前が使用されている。
店名と同じ名前である「フクギ」や、切り株のような形をした「ガジュマル」などが人気商品である。
また黒糖や紅芋、蜂蜜、卵などの食材は、沖縄県産にこだわって使用していることで知られている。